# Matylda Habsburská
Matylda Habsburská (1251 nebo 1253?, Rheinfelden – 23. prosince 1304, Mnichov) byla rýnská falckraběnka a vévodkyně bavorská z dynastie Habsburků.

## Život
Narodila se jako nejstarší dcera tehdy ještě švábského hraběte Rudolfa I. z rodu Habsburků a jeho první ženy Gertrudy. V říjnu 1273 se těsně před otcovou korunovací stala třetí chotí kurfiřta, hornobavorského vévody a rýnského falckraběte Ludvíka Přísného. Ludvíkovi Matylda povila čtyři děti, mezi nimi i Ludvíka Bavora. Svého manžela přežila o deset let, zpočátku vládla jako regentka za nezletilého syna a byla pohřbena v cisterciáckém klášteře Fürstenfeld v Bavorsku.